# Damba
Damba ist eine Kleinstadt und ein Landkreis in Angola.

## Geschichte
Unter Portugiesischer Kolonialverwaltung wurde Damba am 14. September 1950 zur Kleinstadt (Vila) erhoben.

## Verwaltung
Damba ist Sitz eines gleichnamigen Landkreises (Município) in der Provinz Uíge. Der Kreis hat etwa 185.000 Einwohner (Schätzung 2014). Die Volkszählung 2014 soll fortan gesicherte Bevölkerungsdaten liefern.
Der Kreis Damba setzt sich aus fünf Gemeinden (Comunas) zusammen:
- Camatambo
- Damba
- Lemboa
- Lombe (auch N Sosso)
- Pete Cusso (vormals Sacamo)

## Söhne und Töchter der Stadt
- Luzizila Kiala (* 1963), römisch-katholischer Geistlicher, Erzbischof von Malanje
- António Lungieki Pedro Bengui (* 1973), römisch-katholischer Geistlicher, Weihbischof in Luanda
- Afonzo Pedro Canga (* 1959), ehemaliger Landwirtschaftsminister Angolas